# Orla Venter
Orla Venter (sinh ngày 1 tháng 1 năm 1976) là một vận động viên nữ người Namibia. Venter thi đấu tại Giải vô địch thế giới năm 1993 về điền kinh ở môn nhảy cao. Cô đã kết thúc vị trí thứ 18 với Megumi Sato của Nhật Bản.